# Айдей
А́йдей (исл. Æðei, исландское произношение: [ˈaiːðˌeiː] (слушать)о файле; дословно — «остров гаг») — небольшой остров в заливе Исафьярдардьюп на севере Исландии (община Судавикюрхреппюр в регионе Вестфирдир). Название остров получил из-за многочисленных гаг, гнездящихся там. Остров включен в список ключевых орнитологических территорий.

## География
Остров находится примерно в 0,7 км от берега во фьордовом комплексе Исафьярдардьюп, напротив побережья Снайфьядластрёнд. Айдей самый большой из всех островов в Исафьярдардьюпа — его площадь составляет около 1,76 км², длина 2,2 км, а ширина — около 0,8 км. Остров низменный, покрыт травой и вересковыми пустошами. Самая высокая точка острова — скала Криюхоудль возвышается на 34 м над уровнем моря.

## Характеристика
Остров был заселен со времен средневековья, но впервые упоминается в письменных источниках XVII веке, когда произошло величайшее событие в истории острова. Баски, которые вели китобойный промысел возле берегов Исландии, летом 1615 года потерпели кораблекрушение на побережье Снайфьядластрёнд, после чего часть из них перебралась на Айдей. Когда стало известно, что баски поселились там, то сислюмадюр Ари Магнуссон собрал вооруженных исландцев и отплыл к острову. Все пришлые китобои на Айдей были убиты, раздеты и брошены в море, а Ари со командой отпраздновал очистку своей земли от иноземцев.
Долго время остров был собственностью землевладельцев из Ватнс-фьорда, которые владели здесь землями и контролировали добычу тюленей, сбор птичьих яиц и гагачьего пуха местными жителями. На острове была церковь принадлежащая приходу Снайфьядласоукн, а затем, после спада численности населения в XIX веке, небольшой молитвенный дом, который закрылся в начале XX века[стиль]. Во второй половине XVII века остров стал владением Йоуна Адноурссона (1740—1796), сислюмадюра Исафьярдарсислы, потомки которого до сих пор живут на острове и владеют им.
В 1944 году недалеко от самой южной точки острова был построен маяк, который действует с 1949 года. С 1946 года на острове работает метеостанция. Есть хорошая гавань с причалом для катеров и рыболовецких судов. В летний период существует регулярное пассажирское сообщение острова с Исафьордюром.
Подобно расположенному неподалёку острову Вигюр, на Айдей также находятся колонии атлантических тупиков (7874 пары), обыкновенных чистиков (500 пар, что соответствует международным стандартам защиты), полярных крачек, гаг и других морских птиц. Вероятно на острове находится самое большое гнездовье гаг в Исландии — 4000 гнездящихся пар.
Семья фермеров, проживающая на острове, специализируется на промысле гагачьего пуха. Фермеры строят для гаг специальные гнездовые домики из древесины или камней, а затем собирают пух в самом начале насиживания, когда самка покидает гнездо и отправляется на кормёжку, укрыв гнездо пухом. Этим моментом и пользуются фермеры, изымая немного пуха и подкладывая вместо него специально обработанное мягкое сено.